# Rio da Yung OG
 (mars 2025).
Rio da Yung OG, de son vrai nom Da'mario Donshay Horne-McCullough, est un rappeur américain originaire de Flint, dans le Michigan.
Actif depuis 2017, il se fait connaître par sa grande productivité, notamment lors d'une période d'assignation à résidence en 2019, durant laquelle il publie sept projets en un an.
Sa carrière est interrompue par une peine de prison pour possession d'arme à feu en lien avec un trafic de stupéfiants effectuée entre 2021 et 2024, période durant laquelle il continue de publier des enregistrements réalisés avant son incarcération. Il retourne sur la scène musicale dès la fin de son incarcération.
Il est connu pour son style cru, direct et provocateur, qui fait de lui un pionnier du shit talk.

## Biographie
Da'mario Donshay Horne-McCullough est originaire de Flint, dans le Michigan. Il rappe sous le nom de Rio da Yung OG depuis 2017. En 2019, il est assigné à résidence en raison d'accusations de trafic de stupéfiants. Cette période le mène à une grande productivité musicale, sortant sept projets en l'espace d'un an, notamment la série de mixtapes Dum and Dumber en collaboration avec le rappeur RMC Mike, ce qui lui fait gagner en notoriété au sein de la scène rap.
En 2020, il sort City on My Back, un album de 15 titres,. Il contribue alors à faire connaître d'autres artistes locaux, notamment YN Jay (en) et Louie Ray.
Sa carrière est interrompue en 2021 par une condamnation à 44 mois de prison pour possession d'arme à feu en lien avec un trafic de stupéfiants,,. Juste avant son incarcération, il enregistre Last Day Out, un morceau aux tonalités nostalgiques. Malgré son emprisonnement, sa popularité continue de croître et il continue à sortir régulièrement de la musique enregistrée préalablement à sa détention. Il publie l'EP Fiend Lives Matter en 2021, l'EP The F Tape en 2023 et l'album Rio Circa 2020 en 2024. En mai 2024, son single Legendary, sorti en 2019, est certifié disque d'or. Il est libéré en décembre 2024 et célèbre sa libération avec l'album Rio Free en janvier 2025,,.

## Style
Il est connu pour son style cru, direct, désinvolte et provocateur,,,, mêlant humour noir et récits sans filtre de la vie de rue,, et que son ami RMC Mike qualifie de « blunt rap » (en français : « rap brutal »). Ses morceaux sont généralement exempts de refrain,.
Il rappe souvent en une seule prise, sur le ton de la conversation, conservant les imperfections comme les bégaiements ou les défauts d'enregistrement. Lors d'une interview, Rio da Yung OG déclare lui-même « Je ne pense pas savoir vraiment rapper ». Il est initialement inspiré par le rappeur de Détroit Peezy, qui devient son mentor,.
Il est ainsi un pionnier du style shit talk.
Les productions sur lesquelles il pose sont généralement dominées par un piano et des basses puissantes et s'inscrivent dans un style caractéristique du hip-hop du Michigan.